# 威廉·赖斯
威廉·赖斯（英語：William Rice，1881年2月18日—1941年2月12日），加拿大男子赛艇运动员。他曾代表加拿大参加1904年夏季奥林匹克运动会赛艇比赛，获得男子八人单桨有舵手银牌。